# Goro Adachi
Goro Adachi (安達 五郎), född 1 januari 1913 i Akaigawa och död 13 september 1999, var en japansk backhoppare. Han deltog i olympiska spelen i Lake Placid 1932 och i Garmisch-Partenkirchen 1936 i backhoppning. Han kom på 8:e plats i Lake Placid och på 45:e plats i Garmisch-Partenkirchen.